# Clément Codron
Pour les articles homonymes, voir Codron.
Édouard Clément Codron, né le 10 octobre 1851 à Bourbourg et mort le 16 juin 1930 à Audruicq, est professeur de mécanique à l'Institut industriel du Nord de 1874 à 1922. Il développe des machines-outils et des procédés de fabrication appliquée à la métallurgie.

## Biographie
Diplômé et médaillé de l'École nationale des arts et métiers de Chalons (1867-1870), Clément Codron est professeur du cours des arts mécaniques (construction et organes de machines) et de fabrication mécanique à l'Institut industriel du Nord de 1874 à 1922,. Il a reçu plusieurs prix lors d'expositions universelles (médailles d'or aux expositions universelles de 1878, de 1889 et de 1900. Il correspond avec Frederick Winslow Taylor qu'il traduit en français.
Ingénieur émérite, Clément Codron met en place à l'Institut industriel du Nord en 1894 le premier laboratoire d'essais de France. Il a été directeur de ce laboratoire d'essais mécaniques à l'Institut industriel du Nord, devenu ultérieurement le laboratoire de mécanique de Lille. Il a assuré le soutien scientifique du laboratoire auprès du groupe industriel Fives-Lille, notamment pour les essais métallurgiques pour la conception du Pont Alexandre-III.

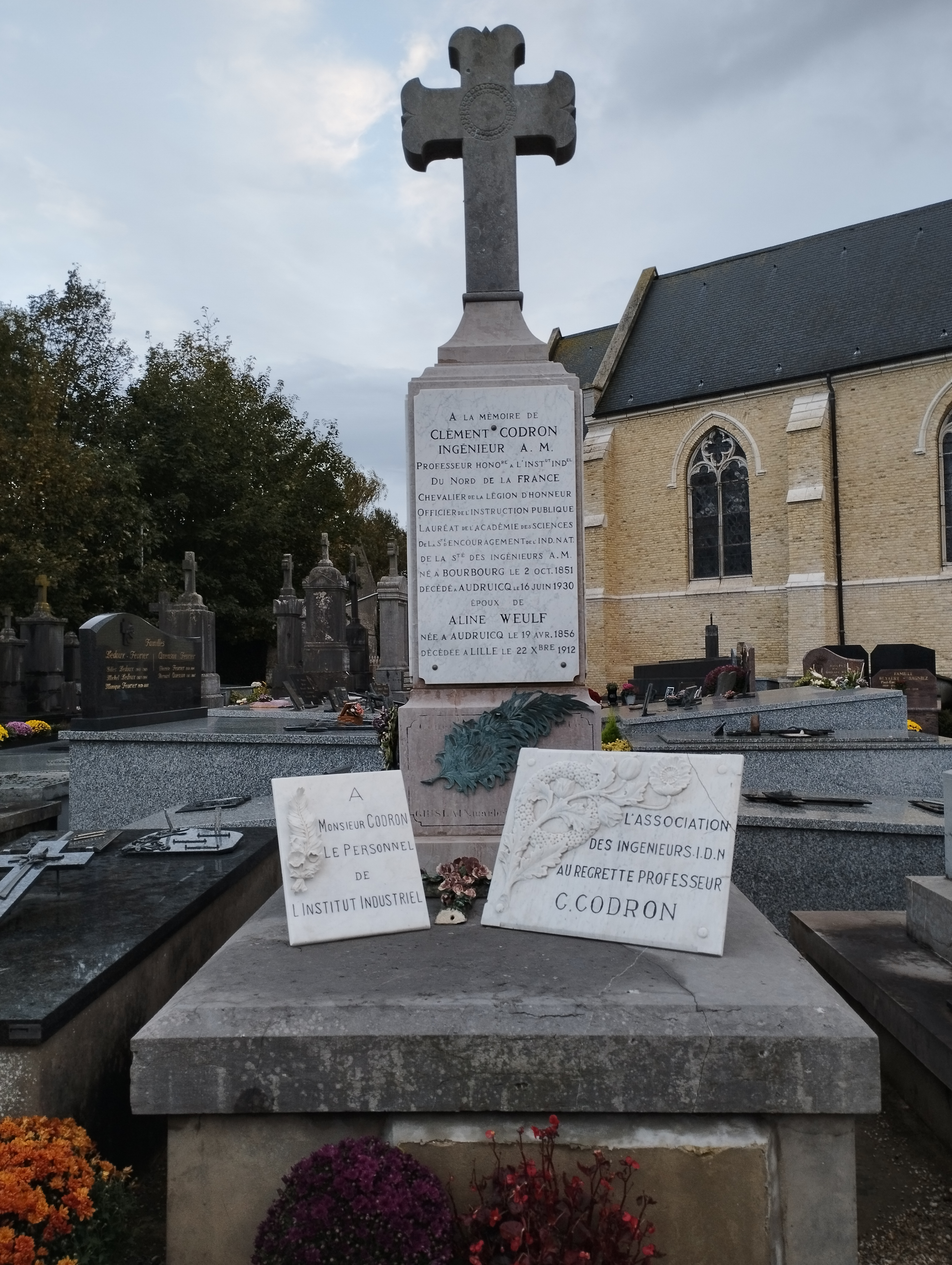
Tombe de Clément Codron au cimetière ancien d'Audruicq.

Il est inhumé au cimetière d'Audruicq (Pas-de-Calais).

## Distinctions
- Chevalier de la Légion d'honneur (1922)

## Publications
- Clément Codron, Procédés de forgeage dans l'industrie : C. Codron, ingénieur-conseil, professeur du cours des arts mécaniques, du cours des organes de machines, directeur du laboratoire des essais mécaniques à l'Institut industriel du Nord, professeur du cours de constructions industrielles à l'École nationale des industries agricoles de Douai, lauréat de l'Institut de France, de la Société d'encouragement pour l'industrie nationale, de la Société des anciens élèves des écoles nationales des arts et métiers., Paris, Albin Michel, 1922 (BNF 31955526, présentation en ligne)
- Clément Codron, Le Sciage des métaux : , par C. Codron, ingénieur civil, professeur du cours des arts mécaniques et du cours d'organes de machines à l'Institut industriel du Nord, professeur du cours de constructions industrielles et de résistance appliquée, à l'École nationale des industries agricoles de Douai, Paris, Dunod, 1922 (BNF 31955527)
- Clément Codron, « Le disque à découper les métaux », La Machine moderne, no 90,‎ mai 1914, p. 162-163-164 (ISSN 0024-9130, lire en ligne)
- Clément Codron, « Condition de résistance des pistons des machines à vapeur », Revue de mécanique, vol. 15, no 1,‎ 31 juillet 1904 (ISSN 2017-7216, BNF 32857875, lire en ligne).
- Clément Codron, Exposition universelle de 1900 ; congrès international de mécanique appliquée tenu au Conservatoire national des arts et métiers du 19 au 25 juillet 1900 : Essais mécaniques à l'Institut industriel du Nord de la France à Lille, t. I. Rapports présentés au congrès, Paris, Dunod, 1900 (BNF 30253980, lire en ligne), p. 233-243
- Clément Codron, Procédés de forgeage dans l'industrie, par C. Codron, ingénieur-conseil, professeur du cours des arts mécaniques, du cours des organes de machines, directeur du laboratoire des essais mécaniques à l'Institut industriel du Nord, Paris, Albin Michel, 1899-1923-1927 (BNF 31955525)
- Clément Codron et Eugène Hermant, Album des outils et machines-outils : pour le travail des métaux dans les Ateliers de constructions mécaniques suivi du cours de métallurgie, Lille, Le Bigot frères, coll. « BML Magasin 3 Cote: 52915 », 1892, [93-37] pl. : ill. ; 34 x 54 cm (lire en ligne)